# Elias (Rapper)/Diskografie
Diese Diskografie ist eine Übersicht über die musikalischen Werke des deutsch-kongolesischen Rappers Elias und seiner Pseudonyme wie Elias Sweez und Young Sweezy. Seine erfolgreichste Veröffentlichung ist der Top-20-Hit und dreifache Charterfolg Benzo.

## Alben

### Studioalben
| Jahr | Titel Musiklabel                      | Höchstplatzierung, Gesamtwochen, AuszeichnungChartplatzierungen (Jahr, Titel, Musiklabel, Platzierungen, Wochen, Auszeichnungen, Anmerkungen) | Höchstplatzierung, Gesamtwochen, AuszeichnungChartplatzierungen (Jahr, Titel, Musiklabel, Platzierungen, Wochen, Auszeichnungen, Anmerkungen) | Höchstplatzierung, Gesamtwochen, AuszeichnungChartplatzierungen (Jahr, Titel, Musiklabel, Platzierungen, Wochen, Auszeichnungen, Anmerkungen) | Anmerkungen                           |
| Jahr | Titel Musiklabel                      | DE | AT | CH | Anmerkungen                           |
| ---- | ------------------------------------- | --- | --- | --- | ------------------------------------- |
| 2020 | Came from Nothing Epic Records (Sony) | DE11 (2 Wo.)DE | AT9 (2 Wo.)AT | CH25 (2 Wo.)CH | Erstveröffentlichung: 28. August 2020 |

### EPs
| Jahr | Titel Musiklabel        | Anmerkungen                            |
| ---- | ----------------------- | -------------------------------------- |
| 2013 | NRWs Freshster Out4Fame | Erstveröffentlichung: 30. August 2013  |
| 2015 | Meine Welt Out4Fame     | Erstveröffentlichung: 20. Februar 2015 |

### Mixtapes
| Jahr | Titel Musiklabel     | Anmerkungen                         |
| ---- | -------------------- | ----------------------------------- |
| 2019 | Flyest Alive Juh-Dee | Erstveröffentlichung: 21. Juni 2019 |

## Singles

### Als Leadmusiker
| Jahr | Titel Album                    | Höchstplatzierung, Gesamtwochen, AuszeichnungChartplatzierungen (Jahr, Titel, Album, Platzierungen, Wochen, Auszeichnungen, Anmerkungen) | Höchstplatzierung, Gesamtwochen, AuszeichnungChartplatzierungen (Jahr, Titel, Album, Platzierungen, Wochen, Auszeichnungen, Anmerkungen) | Höchstplatzierung, Gesamtwochen, AuszeichnungChartplatzierungen (Jahr, Titel, Album, Platzierungen, Wochen, Auszeichnungen, Anmerkungen) | Anmerkungen                            |
| Jahr | Titel Album                    | DE | AT | CH | Anmerkungen                            |
| --- | ------------------------------ | --- | --- | --- | -------------------------------------- |
| 2018 | Hello Kitty –                  | — | — | — | Erstveröffentlichung: 1. Juni 2018     |
| 2018 | Fendi Flyest Alive             | — | — | — | Erstveröffentlichung: 31. August 2018  |
| 2018 | Remember the Name Flyest Alive | — | — | — | Erstveröffentlichung: 9. November 2018 |
| 2019 | Shot Clock Flyest Alive        | — | — | — | Erstveröffentlichung: 8. März 2019     |
| 2019 | Aquafina Flyest Alive          | — | — | — | Erstveröffentlichung: 24. Mai 2019     |
| 2020 | Benzo Came from Nothing        | DE16 (5 Wo.)DE | AT32 (3 Wo.)AT | CH34 (3 Wo.)CH | Erstveröffentlichung: 10. Januar 2020  |
| 2020 | Revenge Came from Nothing      | DE34 (2 Wo.)DE | AT52 (1 Wo.)AT | CH70 (1 Wo.)CH | Erstveröffentlichung: 21. Februar 2020 |
| 2020 | Underdog Came from Nothing     | DE32 (2 Wo.)DE | AT41 (1 Wo.)AT | CH50 (1 Wo.)CH | Erstveröffentlichung: 24. April 2020   |
| 2020 | Jacob & Co Came from Nothing   | DE30 (2 Wo.)DE | AT41 (1 Wo.)AT | CH70 (1 Wo.)CH | Erstveröffentlichung: 12. Juni 2020    |
| 2021 | Graffiti –                     | DE66 (1 Wo.)DE | — | — | Erstveröffentlichung: 5. Februar 2021  |
| 2021 | Tokyo Drift –                  | DE— aDE | — | — | Erstveröffentlichung: 29. April 2021   |
| 2021 | Eternity –                     | DE91 (1 Wo.)DE | — | — | Erstveröffentlichung: 30. Juli 2021    |
| Folgende Lieder erschienen nicht als Single, wurden aber durch das Album zum Download und Streaming bereitgestellt und konnten somit eine Platzierung erlangen: |                                | | | |                                        |
| |                                | | | |                                        |
| 2020 | AF1 Came from Nothing          | DE61 (2 Wo.)DE | AT44 (2 Wo.)AT | CH66 (1 Wo.)CH | Charteinstieg: 11. September 2020      |

### Als Gastmusiker
| Jahr | Titel Album          | Höchstplatzierung, Gesamtwochen, AuszeichnungChartplatzierungen (Jahr, Titel, Album, Platzierungen, Wochen, Auszeichnungen, Anmerkungen) | Höchstplatzierung, Gesamtwochen, AuszeichnungChartplatzierungen (Jahr, Titel, Album, Platzierungen, Wochen, Auszeichnungen, Anmerkungen) | Höchstplatzierung, Gesamtwochen, AuszeichnungChartplatzierungen (Jahr, Titel, Album, Platzierungen, Wochen, Auszeichnungen, Anmerkungen) | Anmerkungen                                                                |
| Jahr | Titel Album          | DE | AT | CH | Anmerkungen                                                                |
| ---- | -------------------- | --- | --- | --- | -------------------------------------------------------------------------- |
| 2017 | Erdbeerwoche –       | DE65 (2 Wo.)DE | — | — | Erstveröffentlichung: 10. November 2017 KC Rebell & Summer Cem feat. Elias |
| 2018 | Push !t –            | — | — | — | Erstveröffentlichung: 21. Dezember 2018 Summer Cem feat. Elias             |
| 2019 | Bayram Nur noch nice | DE23 (3 Wo.)DE | AT37 (2 Wo.)AT | CH70 (1 Wo.)CH | Erstveröffentlichung: Summer Cem feat. Elias                               |

## Musikvideos
| Jahr | Titel             | Regisseur(e)               |
| ---- | ----------------- | -------------------------- |
| 2012 | Keine Konkurrenz  |                            |
| 2015 | Meine Welt        | LucKey’Studio              |
| 2017 | Upgrade           | Nickes Media               |
| 2018 | Alpo Martínez     | Nickes Media               |
| 2018 | Fendi             | Allan Anders, Nader Hijazi |
| 2018 | Remember the Name | Nickes Media               |
| 2018 | Push !t           | Christoph Szulecki         |
| 2019 | Shot Clock        | Nickes Media               |
| 2019 | Aquafina          | Nickes Media               |
| 2019 | Bayram            | Philip Herbort             |
| 2020 | Benzo             | Plug                       |
| 2020 | Revenge           | Timur Akyol                |
| 2020 | Underdog          | Dominik “Braz” Bittrich    |
| 2020 | Jacob & Co        | NBP Films                  |
| 2021 | Graffiti          | Biko Voigts                |
| 2021 | Tokyo Drift       | Allan Anders               |

## Sonderveröffentlichungen
| Jahr | Titel Album          | Anmerkungen                                                                |
| ---- | -------------------- | -------------------------------------------------------------------------- |
| 2017 | Erdbeerwoche –       | Erstveröffentlichung: 10. November 2017 KC Rebell & Summer Cem feat. Elias |
| 2018 | NMM Endstufe         | Erstveröffentlichung: 1. Juni 2018 Summer Cem feat. Elias                  |
| 2018 | Push !t –            | Erstveröffentlichung: 21. Dezember 2018 Summer Cem feat. Elias             |
| 2019 | Baller Baller EP     | Erstveröffentlichung: 19. April 2019 KC Rebell feat. Elias                 |
| 2019 | Uncle Sam Hasso      | Erstveröffentlichung: 19. April 2019 KC Rebell feat. Elias                 |
| 2019 | Bayram Nur noch nice | Erstveröffentlichung: 8. November 2019 Summer Cem feat. Elias              |

## Statistik

### Chartauswertung
|                     | DE    | AT    | CH    |
| ------------------- | ----- | ----- | ----- |
| Nummer-eins-Alben   | DE—DE | AT—AT | CH—CH |
| Top-10-Alben        | DE—DE | AT1AT | CH—CH |
| Alben in den Charts | DE1DE | AT1AT | CH1CH |

|                       | DE    | AT    | CH    |
| --------------------- | ----- | ----- | ----- |
| Nummer-eins-Singles   | DE—DE | AT—AT | CH—CH |
| Top-10-Singles        | DE—DE | AT—AT | CH—CH |
| Singles in den Charts | DE9DE | AT6AT | CH6CH |